# Rezerwat przyrody Olszanka (woj. lubelskie)
Olszanka – leśny rezerwat przyrody w gminie Jabłonna, w powiecie lubelskim, w województwie lubelskim. Leży w granicach Krzczonowskiego Parku Krajobrazowego, na terenie Nadleśnictwa Świdnik.
- powierzchnia (według aktu powołującego): 8,75 ha[2]
- powierzchnia (dane z nadleśnictwa): 8,53 ha[4]
- rok utworzenia: 1983
- dokument powołujący: Zarządzenie Ministra Leśnictwa i Przemysłu Drzewnego z 22 kwietnia 1983 roku w sprawie uznania za rezerwat przyrody (MP nr 16, poz. 91).
- cel ochrony (według aktu powołującego): zachowanie starodrzewu dębowego z domieszką grabu i sosny oraz wieloma chronionymi gatunkami roślin w runie[2]

W bogatym runie rezerwatu występują m.in.: gnieźnik leśny, miodownik melisowaty, lilia złotogłów, podkolan biały, podkolan zielonawy, czerniec gronkowy, zerwa kłosowa, jaskier kosmaty.
Teren rezerwatu wchodzi w skład obszaru siedliskowego sieci Natura 2000 „Olszanka” PLH060012, który jest trochę większy – zajmuje powierzchnię 10,97 ha. W pobliżu znajduje się położony w obrębie tego samego kompleksu leśnego rezerwat „Chmiel”.